# Садиба О. П. Довженка
Садиба О. П. Довженка — пам'ятка історії національного значення в Чернігові.

## Історія
Постановою Кабінету Міністрів України від 03.09.2009 № 928 надано статус пам'ятки історії національного значення з охоронним № 250033-Н під назвою Садиба кінорежисера, письменника О. П. Довженка.

## Опис
Входить до складу Сосницького літературно-меморіального музею О. П. Довженка (2-й провулок Довженка, будинок № 3).
Одноповерховий, прямокутний у плані будинок. Побудовано в XIX столітті на В'юницькій вулиці (зараз Довженка). У цьому будинку Олександр Довженко провів дитячі та юнацькі роки (1894—1911 роки). До того як поселиться на В'юницькій вулиці, родина Довженків жила на Покровському Заріччі. Після закінчення місцевої парафіяльної школи Довженко в період 1907—1911 років навчався в Сосницькому чотирикласному училищі. Потім продовжив навчання у Глухівському учительському інституті.
Меморіальна таблиця:
1. «У цьому будинку 12 вересня 1894 року народився український письменник і видатний кінорежисер Олександр Петрович Довженко».